# Tsunesaburō Makiguchi
Tsunesaburō Makiguchi (牧口 常三郎, Makiguchi Tsunesaburō), né le 6 juin 1871 à Arahama-mura et mort le 18 novembre 1944 à Tokyo est le fondateur (avec Josei Toda) du mouvement bouddhiste Soka Gakkaï.
Enseignant, il écrivit des manuels scolaires mais aussi des ouvrages sur la pédagogie.

## Biographie

### Enfance et formation
Tsunesaburō Makiguchi, de son vrai nom Shoïchi Watanabe, est né dans un petit village, à Arahama-mura.
Vers 15 ans, il décide de se rendre à Sapporo chez un de ses oncles. Makiguchi travaille comme coursier au commissariat.

### Carrière
Dès 1897 il entreprend un ouvrage de géographie à l'intention des éducateurs de l'école primaire qui paraîtra en 1903: "La Géographie de la vie humaine" (Jinsei Chiraku), qui servira jusqu'à la moitié de vingtième aux enseignants préparant leur diplôme de géographie. C'est "une sorte de "journal de bord" où il développe une perception holistique de la géographie qui met en relations les êtres humains et leur environnement. Il prévoyait — le désastre écologique potentiel qui guettait son pays — qui avait suivi le modèle industriel américain.
D'après Clark Strand, il « défendait le droit des enfants à apprendre en tant qu'enfants, en laissant libre cours à leur curiosité et à leurs inclinations naturelles, et à un rythme convenant à leur âge ». Selon la Soka Gakkaï, il a été nommé en 1922 à Shirokane où il réforme l'association des parents d'éléves, organise des réunions hebdomadaires, invite des intervenants extérieurs, invente et expérimente de nouvelles méthodes pédagogiques.
En 1928, il adhère à la secte Nichiren shôshû,.

### Soka Kyoiku Gakkaï

#### Pédagogie de la création des valeurs
La Soka Kyoiku Gakkaï (, littéralement Société pédagogique pour la création des valeurs) est fondée en 1930 , mais la fondation officielle date de 1937, lorsque ce groupe s'est constitué en tant qu'association affiliée à la secte Nichiren shôshû.

### Mort
Emprisonné pour crime de lèse-majesté pendant la guerre, il meurt de malnutrition à l'âge de 73 ans.

## Héritage
Son influence s'est limitée au Brésil, où sa méthode a été mise en place dans un petit nombre d'écoles (55) ; au Japon, où sur la base de sa pédagogie, Daisaku Ikeda a créé un réseau d'enseignement laïque depuis l'école jusqu'à l'université, et aux États-Unis, où a été fondée (2001) l'Université Soka d'Amérique (SUA), avec pour vocation la formation de "citoyens du monde engagés à contribuer à la société sur les bases de valeurs humanistes".
Des trois maîtres fondateurs à qui les pratiquants dédient chaque jour l'une de leurs prières silencieuses, Tsunesaburo Makiguchi est considéré comme celui qui par les thèmes qu'il a abordés : l'environnement, la communauté et l'éducation a défini les orientations pratiques de la Soka Gakkaï. Il est aussi celui qui par son "radicalisme" avec son refus de l’amulette shinto (talisman d'Ise) au nom de la liberté religieuse et sa volonté de transmettre le bouddhisme en définit l'état d'esprit.

### Travaux de chercheurs
- (en) Brian Daizen Victoria, Senior Lecturer Centre for Asian Studies, University of Adelaide, Engaged Buddhism: A Skeleton in the Closet?
- Elkevizth Brian Henry - From “Education Beyond Utility” to Utility for Legitimacy - Contemporary Opposition to Article 9 Revision in the Context of the Sōka Gakkai's Historical Development (2012)